# Yūma Nakayama
Yūma Nakayama (中山 優馬?, Nakayama Yūma; Osaka, 13 gennaio 1994) è un attore e cantante giapponese, membro della boy-band NYC.
Ha fatto parte dei gruppi temporanei J-pop KIDS TOP ed Hey! Say! 7 West creati appositamente dalla Johnny & Associates. Il suo genere specifico con cui ha iniziato è il rock.

## Biografia e carriera
Nato nella prefettura di Osaka, è stato scoperto e assunto in qualità di junior idol per entrar nel mondo dello spettacolo dall'agenzia di talenti Johnny's nel 2006. Debutta in televisione come personaggio di un dorama nel 2008.
La sua prima canzone, Akuma na koi, datata 2009, l'ha pubblicata assieme ad altri quattro ragazzi Johnny's Jr. all'interno di un gruppo chiamato per l'occasione Yūma Nakayama w/ BIShadow: gli stessi cinque, con l'aggiunta di Ryōsuke Yamada e Yūri Chinen, si unirono col nome di NYCBoys e produssero l'omonimo singolo NYC. Attualmente noti come NYC la band è composta dai soli Nakayama, Yamada e Chinen.
Akuma no Koi è poi stata cantata come siglanel dorama Koishite Akuma in cui lo stesso Yuma interpreta il ruolo di protagonista, come un giovane vampiro che scende sulla terra col compito di imparar a morder sul collo le donne e gustarne il sangue.
Assieme ai NYC ha pubblicato finora tre singoli special, anche se ufficialmente non hanno ancora fatto il loro debutto ufficiale; tutti e tre han presto raggiunto il primo posto nella classifica Oricon dei più venduti. La sua prima canzone da solista, Garasu no mahou è del 2011 e verrà pubblicata assieme al nuovo singolo dei NYC all'inizio del 2012.
La sorella maggiore Nana Nakayama, sotto lo pseudonimo di Nana Yamada, ha fatto parte invece dell'idol group femminile NMB48. Yuma ha anche un programma radiofonico che manda avanti dal 2009; nel 2012 ha iniziato anche la carriera di doppiatore.
Il 31 ottobre 2012 è uscito il suo primo singolo intitolato Missing Piece, che fa anche da sigla al dorama Piece, basato su un manga per ragazze e a cui partecipa in veste di protagonista.
Nel 2013 in Pin to Kona assume il ruolo di un attore kabuki, mentre il 2 aprile 2014 esce il suo secondo singolo intitolato High Five

## Discografia solista

### Singoli
- 2012-10-31 - Missing Piece (1º) [Normal + Limited Type 1 + Limited Type 2]
- 2014-04-02 - High Five (2º) [Normal + Limited Type 1 + Limited Type 2]
- 2014-09-10 - Get Up! (3º) [Normal + Limited Type 1 + Limited Type 2]
- 2015-04-22 - YOLO moment (4º) [Normal + Limited Type 1 + Limited Type 2]
- 2015-07-15 - Tokoton Got It! (5º) [Normal + Limited Type 1 + Limited Type 2]

### Album
- 2014-11-26 - Chapter 1 (1º) [Normal + Limited]

## Filmografia
| Anno | Titolo                          | Ruolo assunto                | Canale TV |
| ---- | ------------------------------- | ---------------------------- | --------- |
| 2008 | Battery                         | Harada Takumi                | NHK       |
| 2009 | Samurai Tenkosei                | Mifune Yuta                  | KTV       |
| 2009 | Koishite Akuma                  | Kuromiya Luka                | Fuji TV   |
| 2010 | Hidarime Tantei Eye             | Kaito Masaki                 | NTV       |
| 2011 | Honto ni Atta Kowai Hanashi     | Mikami Shunsuke              | Fuji TV   |
| 2012 | Tsubasa yo! Are ga Koi no Hi da | Sano Satoshi                 | KTV       |
| 2012 | Piece                           | Narumi Hikaru/Hiro           | NTV       |
| 2013 | Pin to Kona                     | Sawayama Ichiya/Hongo Hiroki | TBS       |
| 2014 | Smoking gun                     |                              | Fuji TV   |